# Église Saint-Clément d'Arpajon
Pour les articles homonymes, voir église Saint-Clément.
L’église Saint-Clément est une église paroissiale de culte  catholique, dédiée au pape saint Clément, située dans la commune française d'Arpajon et le département de l'Essonne.

## Situation
| \| Localisation de l'église Saint-Clément dans l'Essonne. · Église Saint-Clément \| Localisation de l'église Saint-Clément dans l'Essonne. |
| Localisation de l'église Saint-Clément dans l'Essonne. · Église Saint-Clément                                                              |

L'église Saint-Clément est située à proximité du centre-ville d'Arpajon, dans la vallée commune à la Rémarde et à l'Orge, sur la rive gauche de la première. Elle ouvre sur une place donnant l'accès à l'ancien tracé de la route nationale 20 qui traversait le village, en contrebas de la porte de Paris.

## Historique
Une première église existait à cet emplacement dès le début du Xe siècle. Ruinée, elle fut confiée en 1006 par Renaud de Vendôme, évêque de Paris, aux moines bénédictins de l'abbaye de Saint-Maur qui la rebâtirent.
En 1360 pendant la guerre de Cent Ans, les habitants de la ville assiégée s'y réfugièrent, Édouard III d'Angleterre y mit le feu, huit cents personnes périrent.
L'édifice fut à nouveau reconstruit en 1510 grâce à la générosité des seigneurs du lieu, les familles Montagu et Graville.
En 1782, Benjamin Franklin y installa un paratonnerre sur la flèche du clocher.
De 1847 à 1849, le portail fut refait et les chapelles de la Vierge et des fonts baptismaux furent ajoutées.
Elle est inscrite aux monuments historiques depuis le 6 mars 1926.

## Description

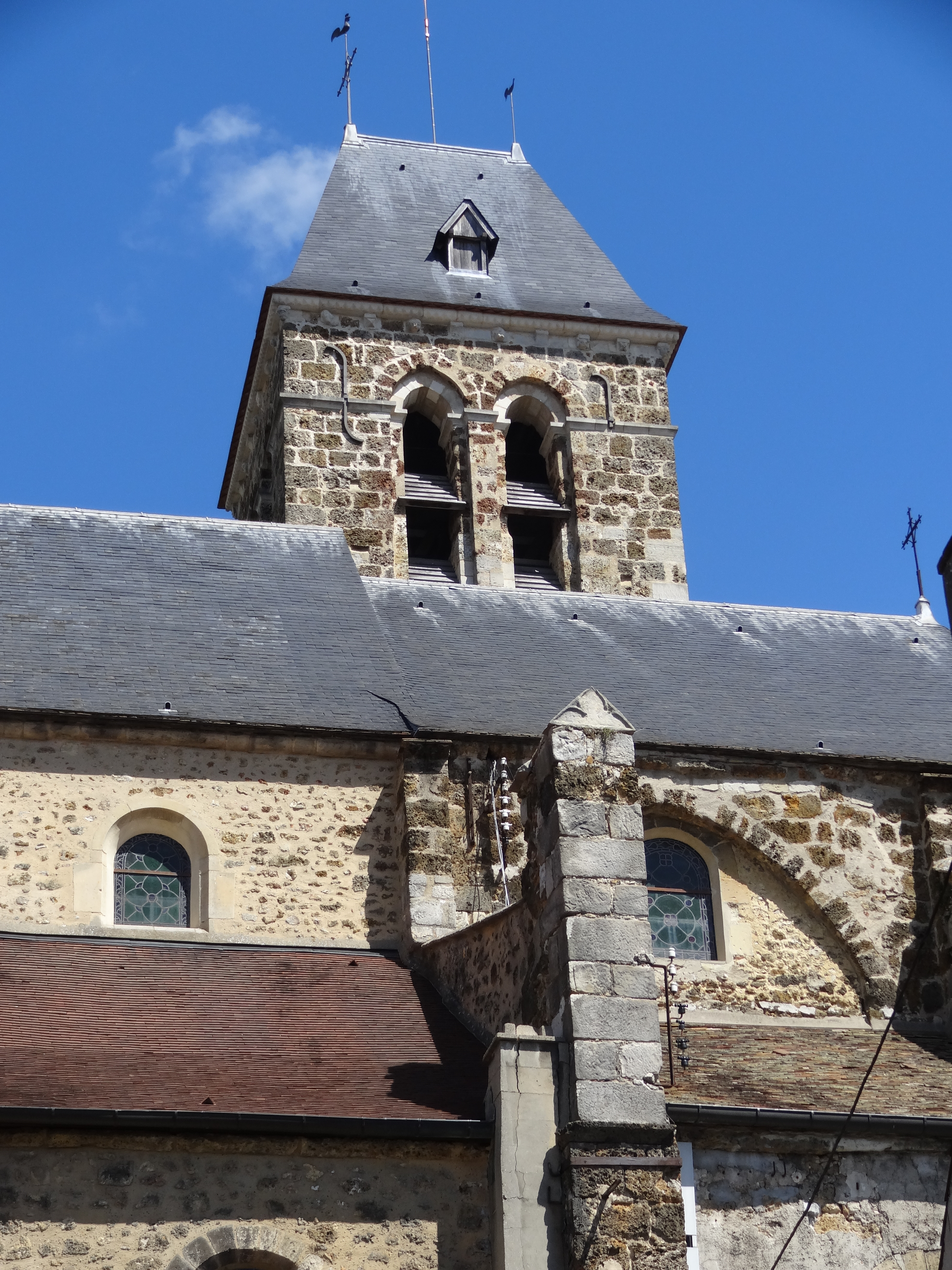
Le clocher.

L'église est bâtie en meulière et grès selon un plan de croix latine à trois vaisseaux. Le mur nord est percé d'une porte murée en plein cintre dont la base est plus basse que le sol actuel. La nef se compose de cinq travées, et suivie du chœur de deux travées, ils sont surmontés de voûtes en croisée d'ogives sexpartite dont les clefs représentent les armes des Graville et Montagu. Elle est couverte de tuile plate. Plusieurs dalles funéraires sont placées dans le chœur, dont celles de Pierre de Chastres et Louis d'Arpajon.
Le clocher est située sur le côté sud, il est à deux étages, marqués par une frise en dents-de-scie. L'escalier de quarante et une marches se trouve dans une tourelle rectangulaire attenante, le tout couvert d'ardoise. Il est garni de la cloche Antoinette fondue en bronze en 1643, qui sonne en ré, classée monument historique depuis le 27 avril 1944 et la cloche Clotilde, fondue en acier en 1870 qui sonne en fa.
Le maître-autel en forme de sarcophage, taillé dans du marbre rouge et orné d'un médaillon en marbre blanc représentant le visage de la Vierge de profil, fut offert par Napoléon Ier et l'impératrice Joséphine de Beauharnais en 1806. Il est classé depuis 1983.
Les fonts baptismaux taillés dans du marbre rouge en 1697 et couverts de cuivre sont classés au tire des objets depuis 1983.
La chaire en bois fut taillée en 1742, elle est classée depuis le 3 décembre 1984.
La statue en chêne de la Vierge à l'Enfant du XVIIe siècle est classée depuis le 10 juillet 1912.

## Pour approfondir